# Karol Bernal
Karol Esthefany Bernal Castañeda (* 2. Februar 2003 in Victoria de Durango, Durango), üblicherweise als Karol Bernal bezeichnet, ist eine mexikanische Fußballspielerin auf der Position einer Verteidigerin.

## Leben
Bernal kam zur Apertura 2018 im Alter von 15 Jahren zu den Rayadas de Monterrey, der Frauenfußballmannschaft des CF Monterrey, mit der sie im darauffolgenden Jahr die mexikanische Frauenfußballmeisterschaft gewann.
Anfang 2021 wurde Bernal an den Ligakonkurrenten Deportivo Guadalajara ausgeliehen, mit dessen Frauenfußballmannschaft Chivas Femenil sie die Meisterschaft der Clausura 2022 und anschließend auch den Supercup gewann. Den letzten Titel gewann Bernal mit Chivas ausgerechnet gegen die Rayadas, zu denen sie Anfang 2023 zurückkehrte.
Während ihrer Zeit bei Chivas Femenil wurde sie in die mexikanische U-20-Nationalmannschaft berufen, für die sie in 3 von 4 Spielen der Mexikanerinnen bei der U-20-Fußball-Weltmeisterschaft der Frauen 2022 in Costa Rica zum Einsatz kam.
2023 wurde Bernal erstmals in die mexikanische Frauenfußballnationalmannschaft berufen, für die sie im Februar dieses Jahres drei Einsätze bestritt.

## Erfolge
- Mexikanischer Meister: Apertura 2019, Clausura 2022
- Campeón de Campeones Liga MX Femenil: 2021/22